# Neewiller-près-Lauterbourg
Neewiller-près-Lauterbourg là một xã thuộc tỉnh Bas-Rhin trong vùng Grand Est đông bắc Pháp.